# Austrolebias vandenbergi
 Austrolebias vandenbergi és un peix de la família dels rivúlids i de l'ordre dels ciprinodontiformes que es troba a Sud-amèrica.
Els mascles poden assolir els 3 cm de longitud total.